# Vyvienne Long
Vyvienne Long é uma instrumentista nascida em Dublin, Irlanda. Estudou na Escola de Música de Dublin, e na Escola de Musica de Barcelona. Além de tocar, escreve músicas para o seu quinteto, compreendido por dois violoncelos, piano, contrabaixo e bateria.
Depois de excursionar por muitos anos com o cantor Damien Rice, ela lançou um EP intitulado "Birdtalk" em 2006.
Em 9 de março de 2009 ela lançou um single de seu álbum chamado "Happy Thoughts". A canção foi originalmente usada para um anúncio de queijo. 
Seu álbum de estréia  "Caterpillar Sarabande",  foi gravado nos estúdios The Cauldron Studios Dublin, na Irlanda, e foi lançado digitalmente e em 12 de Março de 2010 .No mesmo mês ela se apresentou em um concerto beneficente para Oxfam (Irlanda) , que contou com outros 27 artistas irlandeses, como The Last Tycoons e Rob Smith em prol das vítimas do terremoto do Haiti.

## Discografia

### Solo
- 2006
  - Birdtalk - EP
  - Even Better than the Real Thing Vol. 2- Participação (Versão de The White Stripes's Seven Nation Army )
- 2009 - Happy Thoughts - single
- 2010 - Caterpillar Sarabande - álbum

### Com Damien Rice
- 2001
  - The Blower's Daughter - single
  - Volcano - single
- 2002 - O - álbum
- 2003 - Live from the Union Chapel - álbum
- 2004
  - Woman Like a Man - single
  - Lonelily - single
  - Lonely Soldier - single
- 2005 - Unplayed Piano - single
- 2006 - 9 - álbum